# 卡瓦洛山

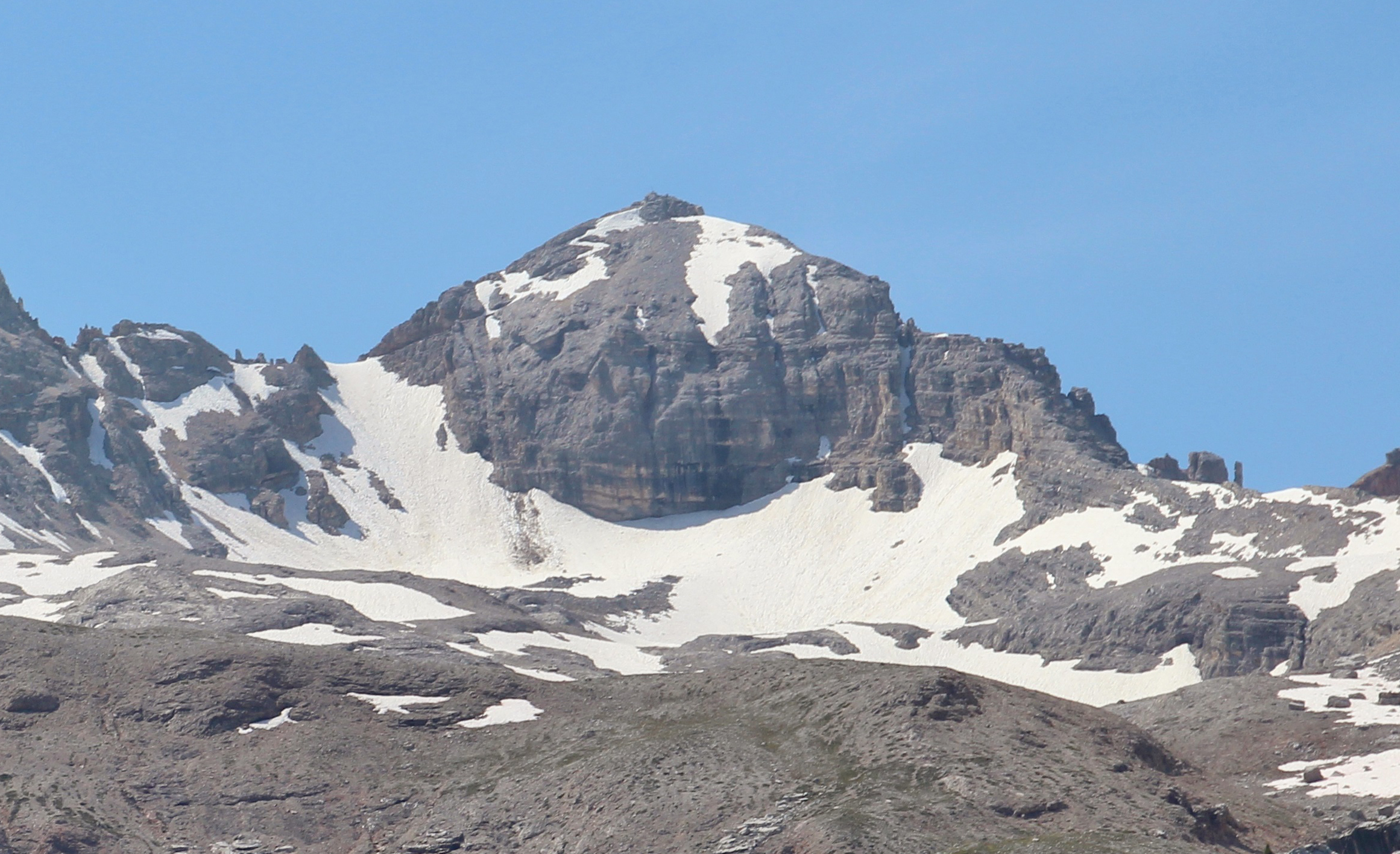

46°33′45″N 12°01′30″E / 46.562442°N 12.025035°E
卡瓦洛山（義大利語：Monte Cavallo），是意大利的山脈，位於該國東北部，由威尼托大區負責管轄，屬於法內斯山脈的一部分，海拔高度2,911米，每年平均降雨量1,874毫米。